# A Brighter Day
A Brighter Day è il quarto singolo della cantante greca Helena Paparizou e inserito nella ristampa del suo album di debutto Protereotita. Il singolo è stato pubblicato dopo la vittoria della cantante all'Eurofestival del 2005.

## Classifiche
| Classifica (2005) | Posizione massima |
| ----------------- | ----------------- |
| Svezia            | 24                |